# تشين قوانغشي
تشين قوانغشي (في اللغة الصينية: 陈光熙؛ 1903-1992) هو مهندس وعالم كمبيوتر وأستاذًا صينيًا أسس تخصص علوم الكمبيوتر في معهد هاربين للتكنولوجيا.

## النشأة
ولد تشين قوانغشي في مدينة تونغتشينغ في مقاطعة انهوي في 21 مايو 1903، لكن مسقط رأس أجداده في شانجيو بمقاطعة تشجيانغ. كان والده مسؤولًا حكوميًا سابقًا في سلالة تشينغ الحاكمة.
في مايو 1920، غادر تشين الصين للدراسة والعمل في فرنسا. في عام 1922، تخرج تشين كطالب في الآلات الزراعية وحصل على شهادة في الميكانيكا الزراعية. في عام 1929 تخرج من كلية الهندسة بجامعة لوفين ببلجيكا وحصل على درجات علمية في عمليات التصنيع والهندسة المدنية وهندسة التعدين. في عام 1930 تخرج من كلية الجيولوجيا العليا وحصل على شهادة في الجيولوجيا الهندسية.
عاد تشين إلى الصين التي مزقتها الحرب في أكتوبر 1930. وجد مكانًا ضمن هيئة التدريس لتدريس الرياضيات في مدرسة متوسطة في بكين بعد عام من البطالة. عمل على التوالي كمحاضر في جامعة العمل الوطنية،  مترجمًا للدورة التدريبية في البحرية الصينية الشمالية الشرقية في تشينغداو، ومعلم الفيزياء والكيمياء في كايفنغ، ومعلم الرياضيات في جامعة بكين فو جين الكاثوليكية على التوالي. في سبتمبر 1933، عمل محاضرًا في قسم الرياضيات والفيزياء في جامعة فو جين الكاثوليكية. في سبتمبر 1938، تمت ترقيته إلى درجة أستاذ من قبل فو جين.
في عام 1945، في نهاية الحرب العالمية الثانية، أنشأت وزارة التعليم التابعة للحكومة القومية الصينية حديثًا مدرسة بكين الوطنية المهنية الصناعية العليا وعينت تشين قوانغشي مديراً لها. في أواخر عام 1949، عند تأسيس الصين الشيوعية، انضم تشين إلى معهد التصميم في وزارة صناعة الآلات وعمل كمهندس رئيسي.
أولى تشين اهتمامًا وثيقًا بأجهزة الكمبيوتر الإلكترونية التي تم إدخالها إلى الدول الغربية في أوائل الخمسينيات من القرن الماضي. في عام 1957، غادر إلى هاربين. في معهد هاربين للتكنولوجيا، بدأ تشين أول تخصص كمبيوتر إلكتروني في الصين.

## مسيرة البحث العلمي

### الكمبيوتر التناظري
في عام 1958، طور تشين وفريقه أول كمبيوتر تناظري هيكلي في الصين. يمكن لهذ الجهاز أن يتكلم بضع كلمات ويلعب الشطرنج. ويمكن لهذا الكمبيوتر الذي يلعب الشطرنج أن يحسب 40 ألف مرة في الثانية، وكان قادرًا على التفكير المنطقي، ويمكنه إكمال مهام محددة للحكم.

### اللب المغناطيسي
في عام 1963، ترأس البروفيسور تشين تطوير لب مغناطيسي فائق الصغر، وهو شرط مسبق لتطوير أجهزة الكمبيوتر العملاقة. في وقت لاحق، وبتوجيه من تشين، أجرى الفريق تجربة صب النواة المغناطيسية المتمثلة في «التدحرج في الحزام والمطاط في القلب» وحقق النجاح. كانت هذه الطريقة متطورة، وتم الترويج لها بسرعة في الصين. دعمت تقنية القولبة تطوير ذاكرة ذات سعة كبيرة عالية السرعة وتصنيع أجهزة كمبيوتر الترانزستور وحواسيب الدوائر المتكاملة صغيرة الحجم. كان هذا المشروع مساهمة كبيرة في تطوير تكنولوجيا الكمبيوتر في الصين.

### نظام كمبيوتر متسامح مع الأخطاء
تم الإشادة بتشن كرائد في أبحاث أنظمة الكمبيوتر المتسامحة في الصين لأبحاثه في هذا المجال. في عام 1973، اقترح تشن، البالغ من العمر 70 عامًا، مشروعًا بحثيًا كبيرًا لحل مشكلة موثوقية الكمبيوتر، وعمل على تقنية تحمل أخطاء الكمبيوتر. تم إدراج المشروع كمشروع وطني من قبل اللجنة الصينية للعلوم والتكنولوجيا والصناعة للدفاع الوطني، وحصل على تمويل أبحاث بأكثر من مليون يوان صيني.
نجح تشين وفريق التطوير الخاص به في تطوير ار سي جي 1 (RCJ-1)، وهو أول كمبيوتر صيني يتحمل الأخطاء و«نظام مزدوج الوضع يتحمل الخطأ مع الاختبار الذاتي والتصحيح الذاتي». وزادت موثوقيتها بأكثر من أربع مرات. شارك تشن أيضًا في نشر أول دراسة حوسبية متسامحة مع الأخطاء بعنوان «التشخيص والتسامح مع أعطال الأنظمة الرقمية» بالتعاون مع الأستاذ تشن تينغيو من جامعة جونغكينغ. في عام 1981، تم نشره من قبل مطبعة صناعة الدفاع الوطني وأصبح كتابًا مدرسيًا وطنيًا.
حقق فريق بحث تشن المتخصص في التسامح مع أخطاء الكمبيوتر عددًا من الإنجازات الرائعة، وأرسى مكانة عالية في صناعة الطيران الصينية، والنظام المصرفي، ومجال الحوسبة عالي الموثوقية. تم تطبيق تقنية تحمل الأخطاء في برنامج رحلات الفضاء الصينية المأهولة بالبشر شنتشو.

### مشاريع أخرى
كما قام تشين بتوجيه مشروعات بحثية أخرى مثل تنفيذ أجهزة الخوارزمية وآلة قاعدة البيانات، وحقق إنجازات علمية وتكنولوجية كبيرة. فاز تشين بعدد من الجوائز الأولى والثانية من جائزة التقدم العلمي والتكنولوجي الوطنية. تم إدراج تخصص علوم الكمبيوتر الذي بدأه تشين في معهد هاربين للتكنولوجيا في قائمة الانضباط الرئيسي، وفتح المختبرات الرئيسية ومحطات أبحاث ما بعد الدكتوراه، واستمر في لعب دور رائد في الصين.

## ميراث
في عام 2005، تم كشف النقاب عن تمثال برونزي لتشين قوانغشي في مدرسة علوم وتكنولوجيا الكمبيوتر، في معهد هاربين للتكنولوجيا. 